# Calvin Brock
Pour les articles homonymes, voir Brock.
Calvin Brock est un boxeur américain né le 22 janvier 1975 à Charlotte, Caroline du Nord.

## Carrière
Vainqueur des Golden Gloves en 1998 et champion des États-Unis amateur en 1999 dans la catégorie super-lourds, il passe professionnel en 2001 et affronte Wladimir Klitschko, champion IBF des poids lourds, le 11 novembre 2006. Le combat se déroule à New York au Madison Square Garden et Brock est mis hors de combat au 7e round. Battu de peu par Eddie Chambers l'année suivante, il doit mettre un terme à sa carrière à la suite des blessures occasionnées lors de ce combat. Malgré une opération, il perd en effet l'usage d'un œil. 

## Distinction
- Sa victoire au 6e round contre Zuri Lawrence est élue KO de l'année en 2006 par Ring Magazine.